# الملعب الأولمبي بقابس
الملعب الأولمبي بقابس أو ملعب الزريق سابقا، هو أكبر ملعب بمدينة ڨابس ويلعب فيه ناديا الملعب القابسي والمستقبل الرياضي بڨابس ويتسع لـ 15 ألف متفرج.